# Mocha (Santa Lucía)
Mocha es una localidad de Santa Lucía que forma parte del distrito de Soufrière.